# 10789 Mikeread
10789 Mikeread eller 1991 VL10 är en asteroid i huvudbältet som upptäcktes den 5 november 1991 av Spacewatch vid Kitt Peak-observatoriet. Den är uppkallad efter Michael T. Read.
Asteroiden har en diameter på ungefär 4 kilometer och den tillhör asteroidgruppen Koronis.